# Heshmat Tabarzadi
Heshmat Tabarzadi, ook geschreven als Heshmatollah Tabarzadi (Perzisch: حشمت‌الله طبرزدی; Golpayegan, 21 maart 1959), is een Iraans activist die strijdt voor democratische rechten. Hij is de leider van de verboden oppositiegroep Democratisch Front van Iran.

## Levensloop
Tabarzadi werd geboren in de buitenwijk Dore van de stad Golpayegan.
In 1999 werd hij door de Iraanse autoriteiten gezien als een van de leiders van de studentenprotesten van dat jaar. Zijn publieke roep om meer democratie bezorgde hem een gevangenisstraf van negen jaar.
In 2009 publiceerde hij onder zijn eigen naam een kritisch artikel in The Wall Street Journal over de strijd voor democratie in Iran en het sterker worden van de protestbeweging. Hetzelfde jaar was hij ook een van de leiders in de rellen die ontstonden na de verkiezingen, die over het algemeen als sterk gemanipuleerd worden beschouwd.
Tabarzadi werd op 28 december 2009 opnieuw gevangengenomen. De aanklacht tegen hem luidde de "belediging van ayatollah Khamenei en samenzwering en samenscholing tegen het gezag om zich te verzetten tegen de nationale veiligheid". In oktober 2010 werd hij veroordeeld tot nog eens negen jaar gevangenisstraf en 74 zweepslagen.

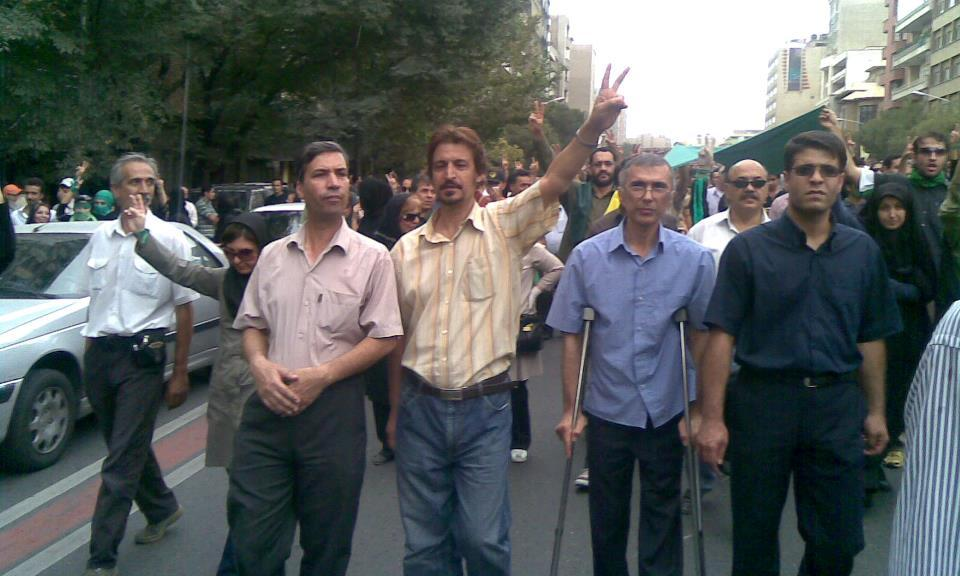
Heshmatollah Tabarzadi tijdens een demonstratie voor erkenning van de verkiezingsuitslag in Teheran, 2009